# 778
Năm 778 là một năm trong lịch Julius.